# Mundgod
Mundgod è una suddivisione dell'India, classificata come town panchayat, di 16.171 abitanti, situata nel distretto del Kannada Settentrionale, nello stato federato del Karnataka. In base al numero di abitanti la città rientra nella classe IV (da 10.000 a 19.999 persone).

## Geografia fisica
La città è situata a 14° 58' 0 N e 75° 1' 60 E e ha un'altitudine di 566 m s.l.m..

## Società

### Evoluzione demografica
Al censimento del 2001 la popolazione di Mundgod assommava a 16.171 persone, delle quali 8.327 maschi e 7.844 femmine. I bambini di età inferiore o uguale ai sei anni assommavano a 2.383, dei quali 1.229 maschi e 1.154 femmine. Infine, coloro che erano in grado di saper almeno leggere e scrivere erano 10.876, dei quali 6.042 maschi e 4.834 femmine.